# Павел Чалъков
Павел х. Вълков Куртович Чалъков е български общественик в Османската империя.
Син на чорбаджи Вълко Куртович Чалъков от влиятелния копривщенско-пловдивски род Чалъкови на джелепкешани и бегликчии. Влиза в конфликт със семейството си и заминава за Дамаск, където се опитва да търгува с коприна, но няма успех и е принуден да се върне в Пловдив.
Павел Куртович е търговец, учител, културен и просветен деец, дарител, епитроп на църквата „Свети Стефан“ в Цариград. Той поставя началото на българското музикално книгоиздаване през 1846. Павел Хадживълков открива първото Девическо училище в Пловдив заедно с братовчед си Георги Ст. Чалъков и Салчо Чомаков. Баща на Александър Куртович, роден от брака му с православната сирийска гъркиня Катибе. Родственик на Георги Вълкович.
Умира през 1870.